# Kaytee Boyd
Kaytee Boyd (Hamilton, 8 de febrero de 1978) es una deportista neozelandesa que compitió en ciclismo en la modalidad de pista, especialista en la prueba de persecución por equipos.
Ganó una medalla de bronce en el Campeonato Mundial de Ciclismo en Pista de 2011, en la prueba de persecución por equipos.

## Medallero internacional
| Campeonato Mundial | Campeonato Mundial       | Campeonato Mundial | Campeonato Mundial      |
| Año                | Lugar                    | Medalla            | Competición             |
| ------------------ | ------------------------ | ------------------ | ----------------------- |
| 2011               | Apeldoorn (Países Bajos) | Medalla de bronce  | Persecución por equipos |